# Байковцы (Тернопольская область)
Ба́йковцы (укр. Байківці) — село в Тернопольском районе Тернопольской области Украины. Административный центр Байковецкой сельской общины. Расположено на расстоянии 5 км от Тернополя, на левом берегу реки Гнездечна.
Население по переписи 2001 года составляло 1296 человек. Занимает площадь 21,70 км². Почтовый индекс — 47711. Телефонный код — 352.